# جایزه بادبادک زرین
جایزه بادبادک زرین (ویتنامی: Cánh diều vàng) نام یک جایزه سینمایی مهم در کشور ویتنام است که اهمیتی چون جایزه اسکار در ایالات متحده آمریکا دارد.
این جایزه از سال ۲۰۰۳ میلادی و در پنجاهمین سالگرد تأسیس «انجمن سینمای ویتنام» ایجاد شده و همین انجمن، متولیِ اجرای مراسم و اعطای جوایز است.